# Моден-Реймон, Гавриил Карлович
Граф Гавриил Карлович де Раймонд-Моден (фр. Charles Louis François Gabriel de Reymond de Mormoiron de Modène; 1774—1833) — французский эмигрант, обер-егермейстер и гофмаршал русского императорского двора.

## Биография
Представитель благородного французского рода. Сын графа Франсуа-Шарля де Реймон-Модена, французского посланника в Нижне-Саксонском округе и в Швеции, камергера графа Прованского и управляющего Люксембургским дворцом, от брака с Филиппиной де Льёрре (Philippine-Louise-Christophe de Lieurray; 1745-1801). Родился 17 октября 1774 года[по какому календарю?]. Службу начал в 14 лет в Карабинерном полку графа Прованского. При начале французской революции вместе с другими офицерами полка покинул Францию. В 1792 и 1793 годах служил в корпусе принца Конде.
В 1793 году вступил на русскую службу майором, состоял при графе В. А. Зубове и участвовал в Персидском походе. С 1798 года адъютант при графе И. П. Салтыкове; 30 сентября 1798 года указом Павла I получил право на русское дворянство. При коронации Александра I был сделан камер-юнкером, а с 1817 года находился гофмейстером при дворе великого князя Николая Павловича. Со вступлением его же на престол, с 22 августа 1826 года, пожалован в обер-егермейстеры, вместо К. А. Нарышкина, и назначен состоять при императрице Александре Фёдоровне, заведуя Аничковым дворцом и Собственной Его Величества конторой.
Пользовался особенным расположением всей царской семьи. Императрица писала о графе, как о человеке с изысканными манерами старинного версальского двора, вежливом даже в шутках и услужливом без низкопоклонства, единственным недостатком которого была излишняя обидчивость. По утверждению А. О. Смирновой, поэт Пушкин высмеял Модена в образе «сердитого господина» в романе «Евгений Онегин».

Скончался 11 (23) мая 1833 года в Санкт-Петербурге. В письме к брату А. Я. Булгаков писал:
У Пашковых говорили о Модене… на другой день ожидали кончины его тестя, руки и ноги опухли и он сам говорил о своей смерти... Итак, бедный Моден кончил свои страдания. Был очень привычен и способен к своему месту. Трудно будет его заменить. Славные имел манеры, и истинный придворный, все это подкосила курносая смерть. Здесь все о нем жалеют и говорят, что честолюбие укоротило жизнь его.

## Награды
Российской империи:
- Орден Святого Владимира 3 степени (11 декабря 1811)[7]
- Орден Святой Анны 1-й степени (9 февраля 1816); алмазные украшения к ордену (10 июня 1818)[8]
- Орден Святого Александра Невского (1 января 1826)[9]; алмазные украшения к ордену
- Орден Белого орла (12 мая 1829, царство Польское)[10]
- Знак отличия беспорочной службы за XXX лет

Иностранных государств:
- Военный орден Святого Людовика кавалерский крест (1819, Королевство Франция)
- Орден Красного орла 1-го класса (1821, королевство Пруссия); бриллиантовые знаки к ордену (между 1828 и 1831)
- Орден Почётного легиона, большой крест (31 декабря 1825, Королевство Франция)

## Семья

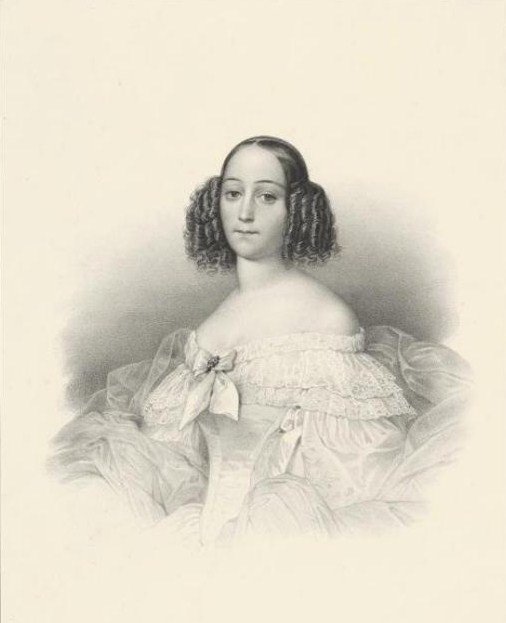
Александра Гавриловна

Жена (с 1796 года) —  Елизавета Николаевна Салтыкова (1773—08.03.1852), внучка известной Салтычихи. 21 апреля 1824 была пожалована в кавалерственные дамы ордена Св. Екатерины меньшего креста. По словам княжны В. Туркестановой, «не имей Моден такой жены, какой её создало  Небо, он был бы рад вернуться в Париж». Правда, графиня, обожавшая своего мужа, не была при всей своей знатности представительна, но зато была «замечательная женщина, известная своей добродетелью, она и её дочери были милы и очень любимы в обществе». В конце жизни почти постоянно жила в Париже. Умерла в Петербурге от водяной болезни. После панихиды в Казанском соборе была похоронена в Сергиевой пустыни в Стрельне. Дети:
- Анастасия Гавриловна (1800—17.09.1802[16])
- Аделаида Гавриловна (29.09.1802[16]—1844), крещена 1 октября 1802 года в церкви Вознесения Господня при Адмиралтейских слободах при восприемстве графини Д. П. Салтыковой; с 1824 года вторая жена генерал-майора А. И. Пашкова. Состояла почетным членом Санкт-Петербургского филармонического общества. По отзывам современницы был милой, приятной, естественной и доброжелательной дамой[17].
- София Гавриловна (1804—1884), фрейлина императрицы Александры Фёдоровны, с 1839 года вторая жена князя Валентина Михайловича Шаховского (1800—1850), директора Государственного коммерческого банка.
- Александра Гавриловна (1805—1839), замужем за графом Николаем Дмитриевичем Зубовым (1801—1871). Их дочь — графиня Елизавета Гейден.
- Мария Гавриловна (1815—1893), вопреки желанию матери вышла замуж за генерала Иосифа Францевича Дайнезе (1802—1873). Оба супруга похоронены в Женеве на кладбище Шатлэн (Chatelaine).